# Брдарич, Томас
То́мас Брда́рич (нем. и хорв. Thomas Brdarić; род. 23 января 1975, Нюртинген) — немецкий футболист хорватского происхождения, выступал за сборную Германии; тренер.

## Карьера

### Игрока

#### В сборной
В национальной сборной Германии Томас дебютировал 27 марта 2002 года в товарищеском матче с командой США, выйдя на замену на 80-й минуте вместо Оливера Нёвилля. Участник чемпионата Европы 2004 года и Кубка конфедераций 2005 года. На Евро Брдарич сыграл один матч с командой Латвии, а на Кубке конфедераций ни разу не вышел на поле.

### Тренера
В 2009 году Томас был спортивным директором клуба «Унион» из Золингена, а позже главным тренером команды. В 2011 Брдарич занимал должность спортивного директора в минском «Динамо», а с 2012 по 2013 год работал в «Бунёдкоре». В июне 2014 года занял пост главного тренера резервной команды «Вольфсбурга».

## Личная жизнь
Жена Антье. Два сына — Тим, футболист клуба Оберлиги «Монхайм», и Ланс.